# Rivière de la Queue de Castor
Rivière de la Queue de Castor är ett vattendrag i Kanada.   Det ligger i provinsen Québec, i den östra delen av landet, 400 km norr om huvudstaden Ottawa. Rivière de la Queue de Castor ligger vid sjön Lac à l'Eau Rouge.
Trakten runt Rivière de la Queue de Castor är nära nog obefolkad, med mindre än två invånare per kvadratkilometer.